# Sammir
Pour l’article ayant un titre homophone, voir Samir.
Jorge Sammir Cruz Campos, dit Sammir (né le 23 avril 1987 à Itabuna) est un footballeur international croate, d'origine brésilienne évoluant au poste de milieu offensif.

## Biographie

### En club
Sammir commence sa carrière dans l'équipe brésilienne de l'Atlético Paranaense. Il ne fait aucune apparition en match et est prêté dans divers clubs de sa région avant de rejoindre l'Europe où il signe avec le champion croate, le Dinamo Zagreb.
Il rentre en jeu pour la première fois avec le Dinamo le 17 février 2007 dans un match de championnat contre le HNK Rijeka. À la fin de la saison 2006-2007, Sammir comptabilise 17 matchs avec son club dont un but contre le Slaven Belupo. 
Lors de la saison 2007-2008, Sammir joue pour la première fois en coupe d'Europe (éliminatoires Ligue des Champions puis Coupe de l'UEFA). Durant cette saison, il marque 5 buts en 24 matchs de championnat.
Le 16 août 2009, il inscrit son premier triplé contre le NK Osijek (victoire 5-0 du Dinamo): deux pénaltys et un coup franc direct.
Son nombre de buts croit d'année en année et il devient de plus en plus important, c'est un pilier de l'équipe.

### En sélection
Il est appelé pour jouer avec la Croatie le 27 septembre 2012 pour deux matchs contre le Pays de Galles et la Macédoine. C'est contre cette dernière qu'il réalise sa première sélection
Sa sélection fait beaucoup réagir car il n'est croate que depuis quelques années. Danijel Pranjić prend sa retraite internationale pour montrer son mécontentement envers le manque de communication et les choix d'Igor Štimac.

### Palmarès
- Champion de Croatie : 2007, 2008, 2009, 2010, 2011, 2012, 2013 et 2014.
- Vainqueur de la Coupe de Croatie en 2007, 2008, 2009, 2011 et 2012.
- Vainqueur de la Supercoupe de Croatie en 2010.